# 32093 Zhengyan
32093 Zhengyan este un asteroid din centura principală de asteroizi.

## Descriere
32093 Zhengyan este un asteroid din centura principală de asteroizi. A fost descoperit pe 28 mai 2000 la Socorro, New Mexico, în cadrul proiectului LINEAR. Asteroidul prezintă o orbită caracterizată de o semiaxă mare de 2,33 ua, o excentricitate de 0,12 și o înclinație de 2,1° în raport cu ecliptica.